# Mértola
Mértola (portugisiskt uttal: [ˈmɛɾtulɐ]
 ( lyssna)) är en ort och kommun i distriktet Beja i södra Alentejo i Portugal. Kommunen hade 6 206 invånare vid folkräkningen år 2021, på en yta av 1 292,87 km². Orten ligger på en höjd vid Guadianafloden och har varit en gammal handelsplats. Kyrkan är en ombyggd moské från 1100-talet och på en annan höjd ligger en borg från 1200-talet.

## Historia
Redan fenicierna trängde in i den navigeringsbara floden och anlade en handelsstation i närheten av nuvarande Mértola. Romarna kom till Portugal på 200-talet f.Kr. och regionen Alentejo blev spannmålsleverantör åt det växande romarriket. På kejsar Augustus tid blev handelsstationen en stad som kallades Myrmilis Iulia. Vägar byggdes till städerna Beja och Évora. Mértola kom att bli en utskeppningshamn för spannmålet.

### Islamiskt styre
I början på 700-talet invaderades Lusitanien av morer från Nordafrika. Under islamiskt styre utvecklades Alentejo kulturellt. Myrmilis Iulia döptes om till Martulah och hamnen spelade en stor roll för handeln mellan Alentejo och Nordafrika. På 900-talet bildades Kalifatet Córdoba som omfattade större delen Iberiska halvön upp till Kungariket León. Men från på 1000-talet föll kalifatet samman och i stället bildades små islamska riken, taifa. Taifa de Sevilla delades upp och 1044 bildades Taifa Mértola, som omfattade en stor del av nedre Alentejo.
På 1100-talet hotades de islamiska rikena på Iberiska halvön av Almohaderkalifatet som ockuperade Andalusien. Guvernören i Mértola, ibn Qasi, var sufi och ledde motståndet mot almohaderna. Han mördades i Silves, ett taifa i västra Algarve år 1151. Almonaderna ockuperade allt land från Medelhavet över Andalusien och Algarve till Atlanten. På 1150-talet byggdes moskén i Mértola som 350 år senare byggdes om till en kyrka. Mycket av den muslimska stilen finns fortfarande kvar.

### Återerövringen av Alentejo

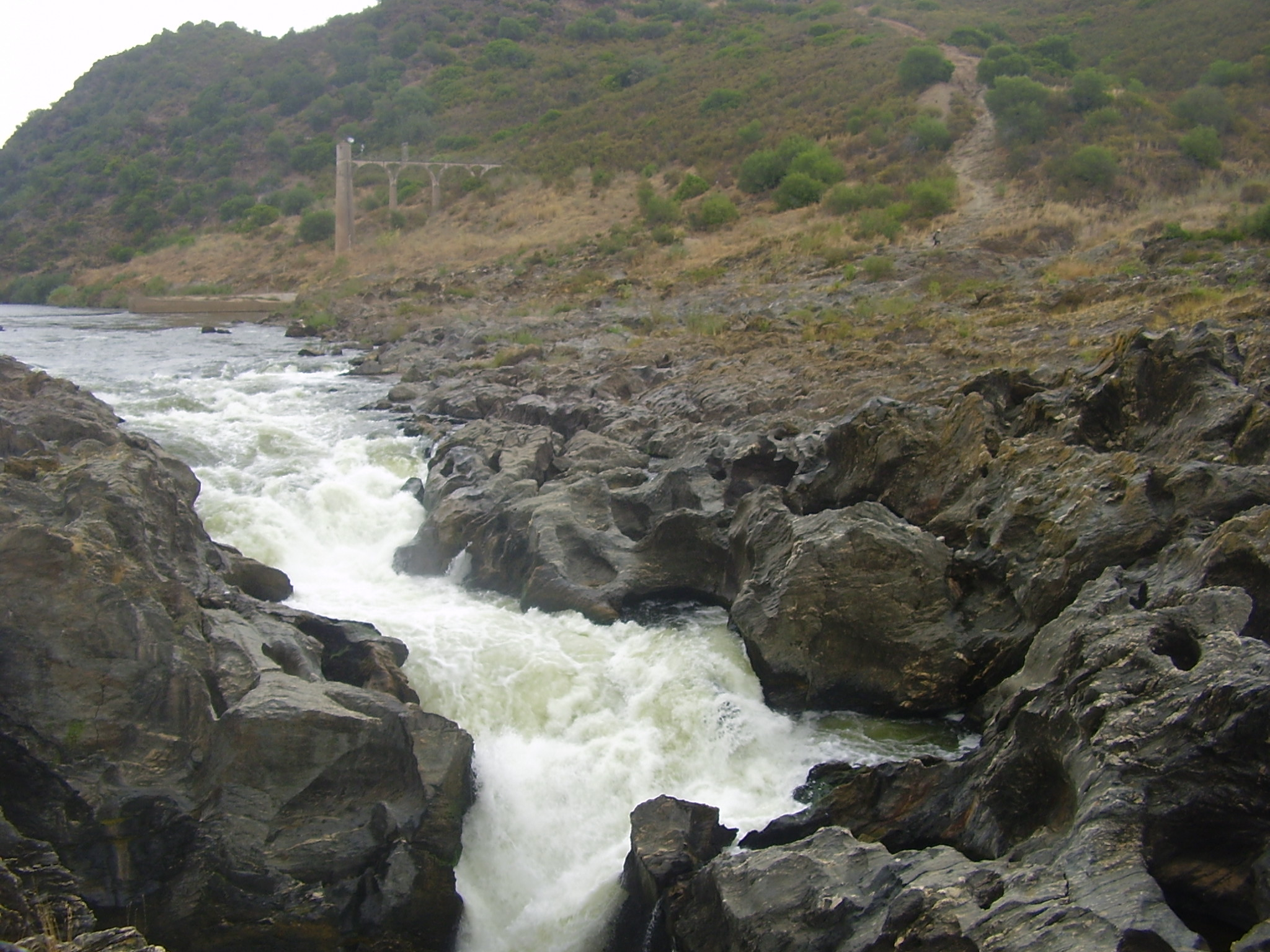
Pulo Do Lobo (Varghoppet).

Portugal blev ett kungarike 1139 då Alfons I av Portugal besegrat sin morfar Alfons VI av León och Kastilien och därefter besegrat morerna i juli 1139 i slaget vid Ouriqe, 40 kilometer väster om Mértola. Hundra år senare bekämpade Sancho II av Portugal morerna i Alentejo och Algarve och erövrade Mértola år 1248. Staden skänktes till den religiösa militärorden Jakobs Svärdsorden, som fortsatte att driva ut morerna från södra Portugal. Från denna tid byggdes den gamla befästningen ut till Castelo de Mértola. År 1386 återlämnades Mértola till den portugisiska kronan.
Hela Algarve styrdes av kungen i Lissabon, morerna fanns bara kvar i Andalusiens kärnområde Granada. Vid Guadianas nedre lopp växte fiskesamhällen upp. Fiskare sökte sig allt längre ut i Atlanten, båtarna blev större och navigationskonsten utvecklades. Kungahuset i Lissabon planerade ett fältslag mot den marockanska kusten. Prinsarna Edward och Henrik ledde en expedition och erövrade och ockuperade Ceuta. Handel med den nya afrikanska kolonin organiserades från Mértola.

### Modern tid
På 1800-talet upptäcktes en kopparfyndighet inom kommunen. Gruvan Santo Domingos gav Mértola ett ekonomiskt uppsving och befolkningen ökade. Detta varade till 1965 då kopparmalmen tog slut. Befolkningen minskade därefter och många flyttade till andra delar av Portugal eller emigrerade till europeiska länder, bland annat till Sverige som behövde arbetskraft till skeppsvarven.

## Naturpark
Guadianadalens nationalpark sträcker sig utmed gränsfloden ner till gränsen mot Algarve, västerut i Alentejo och norrut. Södra Portugals högsta vattenfall störtar ner i en ravin norr om Mértola.
Många ovanliga fåglar finns i parken, såsom hökörn, grågam, berguv och svart stork. Längre in i landet kan man skåda kungsörn och den spanska kejsarörnen. Floran är också mycket speciell, med en stor mängd rödlistade arter.

## Sevärdheter

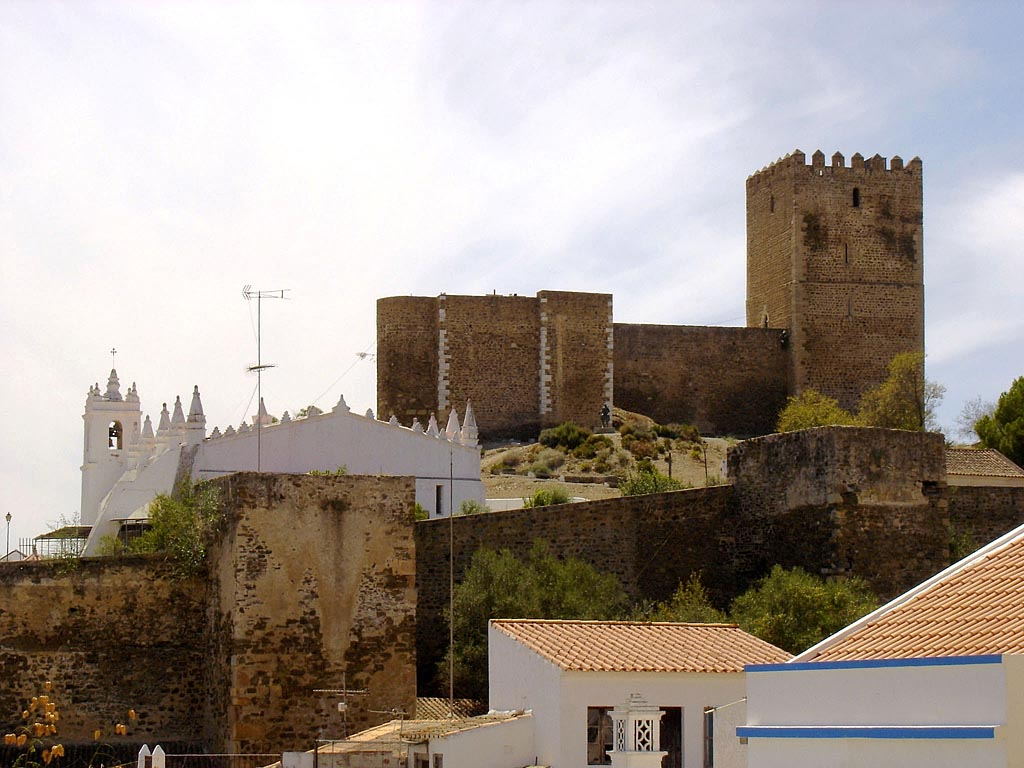
Citadellet och kyrkan.
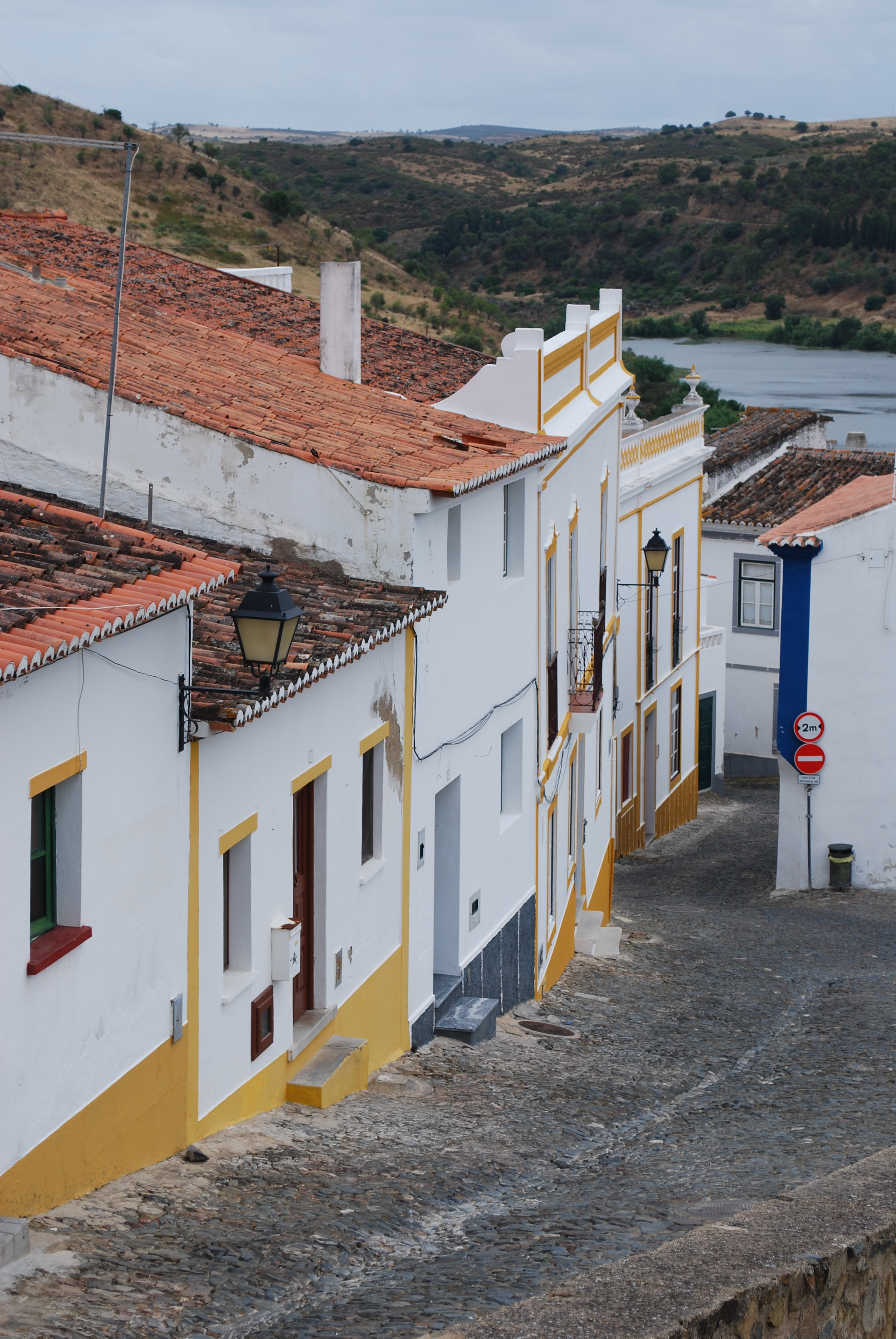
Centrum i vila de Mértola
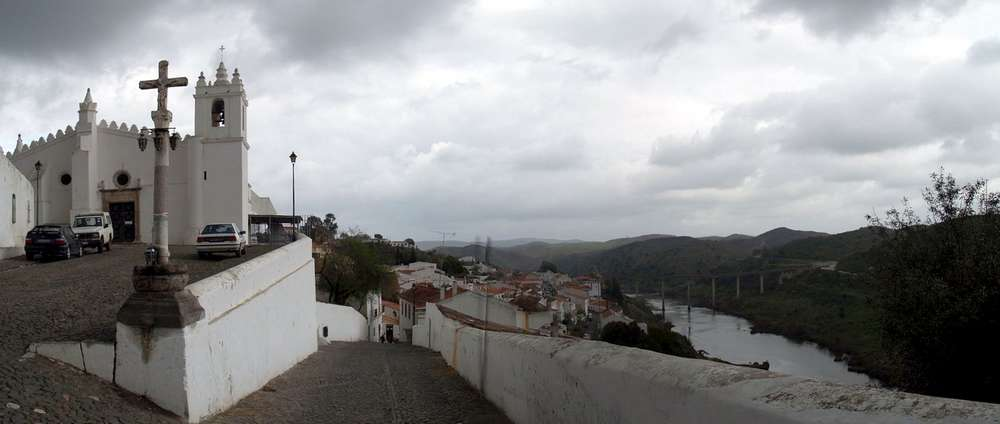
Den gamla moskén i Mértola.

## Befolkningsutveckling
| 1801  | 1900   | 1930   | 1960   | 2001  | 2011  | 2021  |
| 9 617 | 18 910 | 26 310 | 26 026 | 8 712 | 7 274 | 6 206 |

## Kända personer från Mértola
- Juan Díaz de Solís, upptäcktsresande på 1500-talet